# Bíblia de Lutero

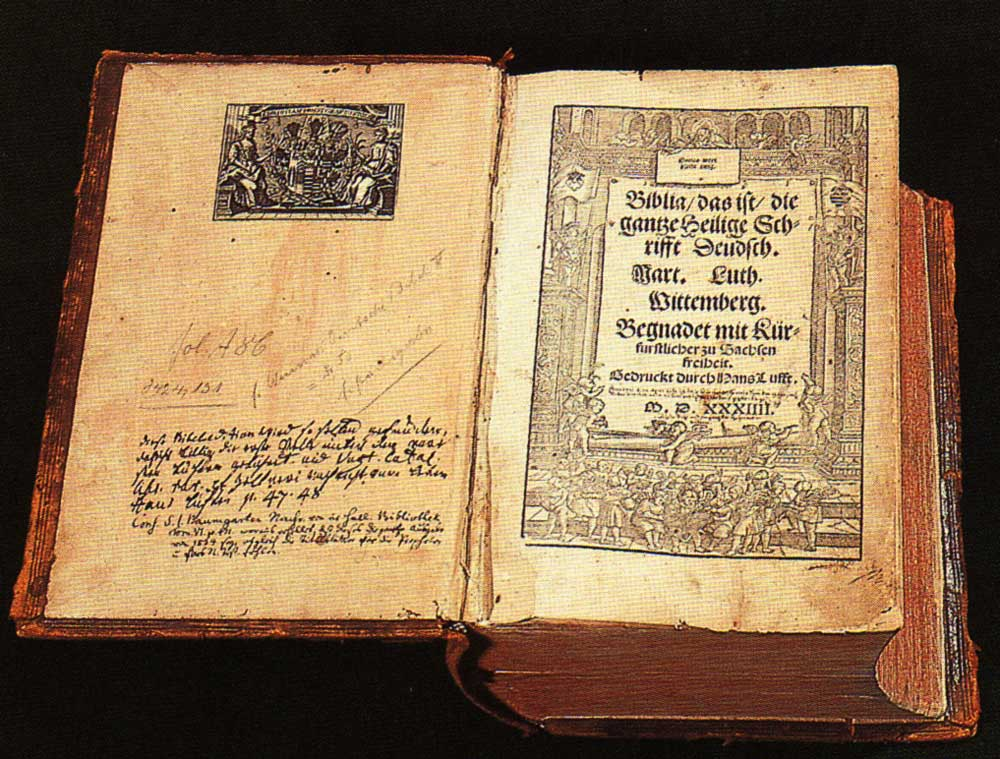
Bíblia Luther de 1534

A Bíblia de Lutero (ou Bíblia Luther) é uma tradução alemã da Bíblia, produzida por  Martinho Lutero, impressa pela primeira vez em 1534. Esta tradução é considerada como sendo em grande parte responsável pela evolução da moderna língua alemã.
Martinho Lutero também se valeu da versão da Bíblia Vulgata (Católica Romana), de autoria de São Jerônimo, no Século IV, para alcançar o entendimento necessário do real significado do texto hebraico e grego do Antigo e do Novo Testamento, visando a melhor adequação ao idioma alemão popular. Sua Bíblia em alemão foi o primeiro best-seller mundial, alcançando a marca de meio milhão de exemplares em três décadas.

## Versões católicas anteriores a Lutero
Numerosas versões parciais no vernáculo na Alemanha já aparecem nos séc. VII e VIII. Também há abundância dessas versões nos séc. XIII e XIV. 
A Bíblia de Mentelin é a primeira Bíblia impressa integralmente na língua alemã em algum ano anterior a 1466. Assim como a Bíblia de Gutenberg, a edição alemã não registra informações sobre o impressor ou a data da impressão. No entanto, a análise dos tipos utilizados indica que a obra foi produzida na oficina de Johann Mentelin (por volta de 1410 a 1478), em Estrasburgo. Além disso, uma nota manuscrita no final desta cópia fornece uma pista decisiva quanto à data de impressão (fólio 400, verso). Uma anotação abaixo dos brasões dos primeiros proprietários do livro, Hektor Mülich (falecido em 1489 ou 1490), comerciante e vereador de Augsburgo, e sua esposa de nobre linhagem, Ottilia Conzelmann (falecida em 1467), registra a data e o preço de compra: “Este livro foi comprado sem encadernação pelo preço de 12 florins em 27 de junho de 1466”. Portanto, sua impressão deve ter sido concluída em algum momento antes dessa data.
Depois da Bíblia de Mentelin, a Bíblia de Koberger de 1483 é a nona versão alemã da Bíblia a ser impressa e a segunda a ser produzida em Nurembergue, depois da Bíblia de Sensenschmidt de aproximadamente 1476 a 1478. Para a esplêndida decoração de sua edição, Anton Koberger (por volta de 1440 a 1513) usou as xilogravuras feitas para a Bíblia impressa em Colônia por Bartholomaeus de Unckel em 1478 e 1479, que ele próprio havia ajudado a financiar. A primeira xilogravura, que precede o livro de Gênesis, descreve a criação de Eva no Paraíso e ocupa quase uma página inteira. Ao contrário de Günther Zainer, que já tinha usado xilogravura de iniciais historiadas em sua Bíblia de 1475-1476, Koberger permitiu que as iniciais pintadas fossem fornecidas por um rubricador ou iluminador.
Antes que Lutero fizesse sua tradução alemã, havia dezessete traduções alemãs já impressas, doze destas no dialeto do baixo-alemão, para o povo, feitas pela Igreja Católica. A respeito disso Lutero afirmou: "foi um efeito do poder de Deus que o papado preservou, em primeiro lugar, o santo batismo; em segundo, o texto dos Santos Evangelhos, que era costume ler no púlpito na língua vernácula de cada nação… (De Missa privata, ed by Jensen, VI, pg. 92).

## A versão de Lutero
Na década de 20 do século XVI, Lutero quis fazer uma tradução tipo equivalência dinâmica, em linguagem popular. "A tarefa de traduzir a Bíblia, que ele assumiu, o absorveu até o final de sua vida."  Em (1521 - 1522) Lutero começou a traduzir o Novo Testamento para o Alemão, a fim de torná-la mais acessível a todas as pessoas do "Sacro Império Romano-Germânico". Ele usou a segunda edição de Erasmo de Roterdão do Novo Testamento grego (1519). O grego texto de Erasmo viria a ser conhecido como  Textus Receptus. Para ajudá-lo na tradução Lutero fez incursões nas cidades próximas e nos mercados para ouvir as pessoas falando. Ele queria garantir que sua tradução seria a mais próxima possível da linguagem contemporânea. A Bíblia Luther Foi publicada em setembro de 1522, seis meses após ele ter retornado a Wittenberg.

Na opinião do teólogo do século XIX, Philip Schaff: 
 Os mais ricos frutos do trabalho de Lutero em Wartburg, e também o mais importante e útil trabalho de toda sua vida, é a tradução do Novo Testamento. Por que ele trouxe o ensino e o exemplo de Cristo e dos Apóstolos para a mente e o coração dos alemães na vida cotidiana. Foi uma republicação do evangelho. Ele levou a Bíblia ao povo na igreja, na escola e nas casas. 
A tradução de toda a Bíblia em Alemão foi publicada em 1534, um esforço cooperativo de Lutero, Johannes Bugenhagen, Justus Jonas, o Velho, Caspar Creuziger, Philipp Melanchthon, Matthäus Aurogallus, e Georg Rörer. Lutero trabalhou na refinação da tradução até a sua morte em 1546: ele tinha trabalhado na edição que foi impressa naquele ano.
Lutero introduziu a palavra alleyn que não aparece no texto grego original no capítulo 3:28 da Epístola aos Romanos.
Essa adulteração do original grego gerou pesadas críticas, pois a palavra somente (grego: μόνον) não existe em nenhum manuscrito. Porém, Lutero justificou a manutenção do advérbio para fundamentar sua interpretação particular do texto sagrado, alheia a toda tradição cristã, sugerindo que era uma necessidade idiomática do alemão e por ser, na visão dele, a intenção de Paulo..
A tradução de toda a Bíblia em outras línguas foi considerada um divisor de águas na história intelectual da Humanidade. Embora a Igreja Católica tenha, desde a invenção da imprensa, traduzido a Bíblia em muitas línguas europeias [sem fonte], o movimento da Reforma promoveu uma massificação de traduções, que não mais precisavam da aprovação eclesiástica, sendo uma das causas para a disseminação de seitas e movimentos religiosos, que reclamam para si o genuíno cristianismo bíblico. Assim, cronologicamente temos: em francês, publicada em 1528 por Jacques Lefèvre d'Étaples (também conhecido como Faber Stapulensis); em espanhol: publicada em Basileia em 1569 por Casiodoro de Reina (Biblia del Oso); em tcheco publicada em Kralice entre 1579-1593; em inglês: Bíblia do rei James, publicada em 1611; em neerlandês: the States Bible, em 1637.